# Trzciana (gmina)
Pour les articles homonymes, voir Trzciana (homonymie).
Trzciana est une gmina rurale du powiat de Bochnia, Petite-Pologne, dans le sud de la Pologne. Son siège est le village de Trzciana, qui se situe environ 16 km au sud de Bochnia et 39 km au sud-est de la capitale régionale Cracovie.
La gmina couvre une superficie de 44,09 km2 pour une population de 5 044 habitants.

## Géographie
La gmina inclut les villages de Kamionna, Kierlikówka, Łąkta Dolna, Leszczyna, Rdzawa, Trzciana et Ujazd.
La gmina borde les gminy de Łapanów, Limanowa, Nowy Wiśnicz et Żegocina.